# Palazzo Carmi
Il Palazzo Carmi è un edificio dalle forme neoclassiche, situato in strada Farini 43 a Parma.

## Storia
Il palazzo fu costruito sul luogo di edifici preesistenti dalla complessa stratificazione, risalenti all'epoca tardomedievale e cinquecentesca, tra il 1828 e il 1832, su progetto dell'architetto piacentino Paolo Gazola, che pochi anni prima aveva realizzato a San Pancrazio Parmense la neoclassica Villa Levi-Tedeschi; per la facciata principale probabilmente il Gazola si ispirò a quella di Palazzo Dazzi, edificato per il marchese Gian Francesco Corradi Cervi tra il 1794 e il 1797 dall'architetto parmigiano Domenico Cossetti.
Alla fine del XX secolo l'imponente edificio fu completamente ristrutturato e suddiviso in lussuosi appartamenti.

## Descrizione

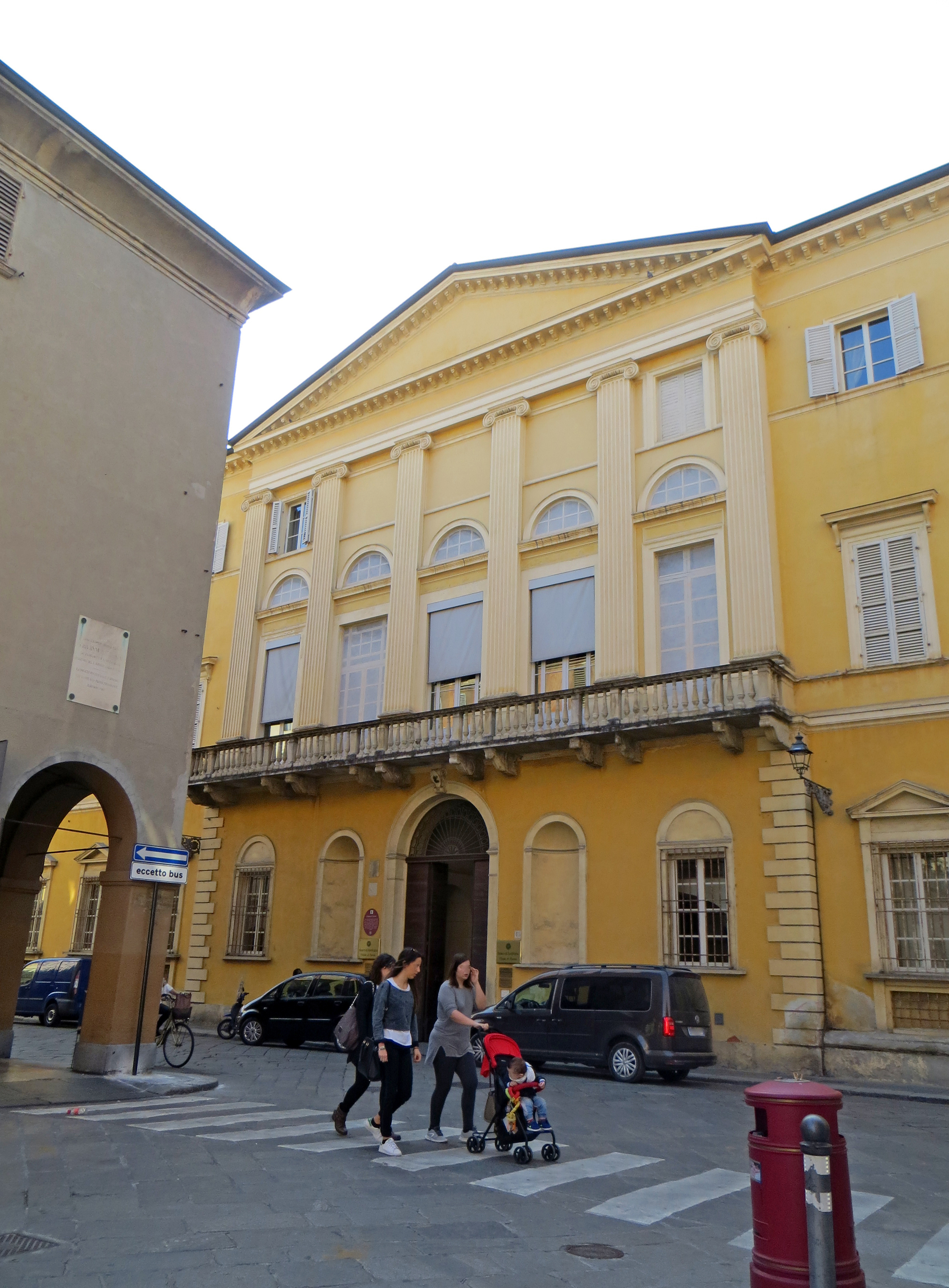
Corpo centrale della facciata

Il palazzo si sviluppa su una complessa pianta pressoché trapezoidale, causata dall'irregolarità del lotto su cui insiste, dovuta alla mancanza di parallelismo fra strada Farini e borgo Cantelli; mentre la facciata principale risulta sostanzialmente simmetrica nonostante la leggera curvatura della via, quella posteriore, rivestita in laterizio ed incompleta, appare notevolmente meno armoniosa.
L'elegante prospetto principale, di notevole lunghezza, è costituito da un corpo centrale leggermente aggettante e due ali laterali simmetriche; mentre la parte centrale è caratterizzata dalla balconata del piano nobile su cui si innalza un ordine gigante di paraste culminante in un grande timpano, le due ali sono scandite dalle alte finestre con cornici stranamente più ricche a piano terreno rispetto ai piani superiori, ad eccezione delle due estremità leggermente aggettanti, caratterizzate dai balconcini del piano nobile su cui si aprono portefinestre con cornici timpanate.
Dall'alto portale centrale, attraversando un ampio atrio si accede ad un primo cortile interno, di maggior grandezza rispetto agli altri due cortili dell'edificio.
Dall'androne si accede anche allo scalone neoclassico a due rampe, coperto da una cupola decorata a riquadri, che conduce al piano nobile, ove sono ancora numerose le stanze che presentano soffitti dipinti da Giovan Battista Borghesi e Vincenzo Bertolotti; di particolare pregio sono il salone degli specchi, la sala di musica e la sala ottagonale interamente decorata in stile pompeiano.